# 意思の欠缺
意思の欠缺（いしのけんけつ）または意思の不存在（いしのふそんざい）とは、内心における真意（内心的効果意思）と表示行為が一致しない意思表示を言う。
民法においては、心裡留保（単独虚偽表示）（民法93条）、通謀虚偽表示（民法94条）、錯誤（民法95条）がこれにあたるほか、意思能力がない場合（民法第3条の2）も意思の欠缺となる。
伝統的な意思表示理論によれば、意思の欠缺については「意思表示の無効」が、瑕疵ある意思表示については「意思表示の取消し」がそれぞれ問題となる。
- 民法については、以下で条数のみ記載する。

## 意思の欠缺の態様
心裡留保（単独虚偽表示）
自分の内心と表示が不一致であることを知りながら、真意でないことを表示すること（嘘や冗談）。この場合、表示主義的な要請が優先するため、原則として意思表示は有効である（93条本文）。
しかし、相手方が表意者の真意を知っている(悪意)か、真意を知ることができた場合(有過失)には、相手方を保護する必要がなくなるので意思主義により無効となる（93条但書）。
通謀虚偽表示
内心と表示の不一致を本人が知っているだけでなく、相手方と通じてする虚偽の意思表示をすること。この場合、意思主義的な要請が優先するので無効となる（94条1項）。
しかし、善意の第三者との関係では、取引の安全より意思主義が制限されるため、無効を対抗することができない（94条2項、権利外観理論）。
錯誤
内心と表示の不一致を本人が知らないこと。この場合も意思主義的な要請が優先され、意思表示は原則として無効となる（95条）。
ただし、表意者に重大な過失（重過失）があるような場合は、相手方を犠牲にしてまで表意者を保護する必要はないので意思主義が制限され、表意者は無効を主張できない（95条但書）。